# Anima e animus
A anima e o animus são descritos na escola de psicologia analítica de Carl Jung como parte de sua teoria do inconsciente coletivo. Jung descreveu o animus como o lado masculino inconsciente de uma mulher, e a anima como o lado feminino inconsciente de um homem, cada um transcendendo a psique pessoal. A teoria de Jung afirma que a anima e o animus são os dois principais arquétipos antropomórficos da mente inconsciente, em oposição à função teriomórfica e inferior dos arquétipos das sombras. Ele acreditava que eles são os conjuntos de símbolos abstratos que formulam o arquétipo do Self (Si Mesmo).
Na teoria de Jung, a anima compõe a totalidade das qualidades psicológicas femininas inconscientes que um homem possui e o animus as masculinas possuídas por uma mulher. Ele não acreditava que eles fossem um agregado de pai ou mãe, irmãos, irmãs, tias, tios ou professores, embora esses aspectos do inconsciente pessoal possam influenciar a anima ou o animus de uma pessoa. Para que a personalidade fique bem ajustada é necessário um equilíbrio entre anima e animus, ou seja: o lado feminino da personalidade do homem e o lado masculino da personalidade da mulher devem ser integrados ser expressos na consciência e nas atitudes.
Jung acreditava que a sensibilidade de um homem costuma ser menor ou reprimida e, portanto, considerada a anima como um dos complexos autônomos mais significativos. Jung acreditava que a anima e o animus se manifestavam aparecendo nos sonhos e influenciavam as atitudes e interações de uma pessoa com o sexo oposto. Jung disse que "o encontro com a sombra é a 'obra de aprendiz' no desenvolvimento do indivíduo … aquele com a anima é a 'obra-prima'". Jung via o processo da anima como uma das fontes de capacidade criativa, sendo relacionada ao papel das musas na poesia. Refletindo sobre experiências românticas e visões psíquicas de seu conteúdo inconsciente ao longo de sua vida, Jung buscou explicar o sentimento do amor identificando esses conceitos como imagens contrassexuais (do sexo oposto) internas ao ser humano, baseadas nas quais desenvolvem-se a afinidade, projeção, transformação e integração do indivíduo, e ele associou a anima e o animus a símbolos alquímicos de conjunção, encontrando sua presença também nas imagens das mitologias e contos.

## Origem
Jung postulou uma estrutura inconsciente que representa a parte sexual oposta de cada indivíduo; ele denomina tal estrutura de Anima no homem e Animus na mulher. Esta estrutura psíquica básica funciona como um ponto de convergência para todo material psíquico que não se adapta à auto-imagem consciente de um indivíduo como homem ou mulher. Portanto, na medida em que uma mulher define a si mesma em termos femininos, seu animus vai incluir aquelas tendências e experiências dissociadas que ela definiu como masculinas. "Todo homem carrega dentro de si a eterna imagem da mulher, não a imagem desta ou daquela mulher em particular, mas uma imagem feminina definitiva. Esta imagem é...uma marca ou ''arquétipo'' de todas as experiências ancestrais do feminino, um depósito, por assim dizer, de todas as impressões já dadas pela mulher...Uma vez que esta imagem é inconsciente, ela é sempre inconscientemente projetada na pessoa amada e é uma das principais razões ou aversões apaixonadas."

### Anima
Anima é uma palavra originada do latim e foi originalmente usada para descrever ideias como respiração, alma, espírito ou força vital. Jung começou a usar o termo no início dos anos 20 para descrever o lado feminino interno dos homens.
''Um bom exemplo da Anima como uma figura interior da psique masculina é encontrado nos feiticeiros e profetas (xamãs) dos esquimós e de outras tribos árticas. Alguns chegam mesmo a usar roupas femininas, ou seios desenhados nas roupas, de modo a evidenciar o seu interior feminino, que lhes vai permitir entrar em contato com “o país dos espíritos” (isto é, com o que chamamos inconsciente)."

### Animus
Animus é originário do latim, em que era usado para descrever ideias como alma racional, vida, mente, poderes mentais, coragem ou desejo. No início do século XIX, animus era usado para significar "temperamento" e era tipicamente usado em um sentido hostil. Em 1923, começou a ser usado como um termo na psicologia junguiana para descrever o lado masculino das mulheres.

## Níveis de desenvolvimento da anima
Jung acreditava que o desenvolvimento da anima possui quatro níveis distintos, os quais em "A psicologia da transferência" ele nomeou Eva, Helena, Maria e Sofia. Em termos gerais, todo o processo de desenvolvimento da anima em um homem é sobre o sujeito masculino que se abre à emocionalidade e, dessa maneira, uma espiritualidade mais ampla, criando um novo paradigma consciente que inclui processos intuitivos, criatividade e imaginação e sensibilidade psíquica em relação a ele próprio e outros onde talvez não existisse anteriormente.  

### Eva
A primeira é Eva, nomeada segundo o relato de Gênesis sobre Adão e Eva. Ela se trata do surgimento do objeto de desejo de um homem. A anima está completamente ligada à mulher como fornecedora de alimento, segurança e amor, puramente biológica num sentimento de posse.
O homem nesse nível de anima não pode funcionar bem sem uma mulher e é mais provável que seja controlado por ela. Ele é frequentemente impotente ou não tem desejo sexual.  

### Helena
A segundo é Helena, uma alusão a Helena de Troia na mitologia grega. Esta fase ainda é dominada pelo Eros sexual, mas ganha dimensão romântica e estética e nela as mulheres são valorizadas em sua individualidade, vistas como capazes de sucesso mundano e de serem auto-suficientes, inteligentes e perspicazes, mesmo que não sejam totalmente virtuosas. Esta segunda fase pretende mostrar um forte cisma nos talentos externos (negócios cultivados e habilidades convencionais) com falta de qualidades internas (incapacidade para a virtude, falta de fé ou imaginação).

### Maria
A terceira fase é Maria, nomeada segundo o entendimento teológico cristão da Virgem Maria (mãe de Jesus). O Eros passa a ser devocional e espiritualizado, atingindo valor religioso. Nesse nível, as mulheres agora podem parecer como possuindo virtude pelo homem que as percebe (mesmo que de maneira esotérica e dogmática), na medida em que certas atividades consideradas conscientemente não-virtuosas não podem ser aplicadas a ela.

### Sofia
A quarta e última fase do desenvolvimento da anima é Sofia, nomeada segundo a palavra grega para sabedoria. A integração completa ocorreu agora, o que permite que as mulheres sejam vistas e relacionadas como indivíduos particulares que possuem qualidades positivas e negativas. O aspecto mais importante deste nível final é que, como sugere a personificação "Sabedoria", a anima agora é desenvolvida o suficiente para que nenhum objeto possa conter total e permanentemente as imagens com as quais está relacionada.  

## Níveis de desenvolvimento do animus
Jung se concentrou mais na anima do homem e escreveu menos sobre o animus da mulher. Jung acreditava que toda mulher tem um animo análogo em sua psique, sendo este um conjunto de atributos e potenciais masculinos inconscientes. Ele via o animus como sendo mais complexo que a anima, postulando que as mulheres têm uma série de imagens de animus, enquanto a anima masculina consiste apenas em uma imagem dominante.
Jung afirmou que existem quatro níveis paralelos de desenvolvimento do animus em uma mulher.

### Homem de mero poder físico
O animus "aparece pela primeira vez como uma personificação do mero poder físico - por exemplo, como um campeão atlético ou homem musculoso, como 'o herói fictício da selva Tarzan'".

### Homem de ação ou romance
Na próxima fase, o animus "possui iniciativa e capacidade de ação planejada...o homem romântico - o poeta britânico do século XIX Byron; ou o homem de ação - o americano Ernest Hemingway, herói de guerra, caçador, etc."

### Homem como professor, clérigo, orador
Na terceira fase "o animus se torna o verbo, aparecendo frequentemente como professor ou clérigo ... o portador da palavra - Lloyd George, o grande orador político".

### O homem como guia espiritual
"Finalmente, em sua quarta manifestação, o animus é a encarnação do significado. Nesse nível mais alto, ele se torna (como a anima) um mediador da...profundidade espiritual". Jung observou que "na mitologia, esse aspecto do animus aparece como Hermes, mensageiro dos deuses; nos sonhos, ele é um guia útil". Como Sophia, esse é o nível mais alto de mediação entre a mente inconsciente e a consciente. No livro The Invisible Partners, John A. Sanford disse que a chave para controlar a anima/animus é reconhecê-la quando ela se manifesta e exercitar nossa capacidade de discernir a anima/animus da realidade.

## Anima e animus comparados
Os quatro papéis não são idênticos com os gêneros revertidos. Jung acreditava que, embora a anima tendesse a aparecer como uma personalidade feminina relativamente singular, o animus pode consistir em uma conjunção de múltiplas personalidades masculinas: "desse modo, o inconsciente simboliza o fato de que o animus representa um elemento coletivo e não pessoal".
O processo de desenvolvimento do animus lida com o cultivo de uma ideia de eu independente e não socialmente subjugada, incorporando-se um verbo mais profundo (conforme uma perspectiva existencial específica) e em se manifestando esse verbo. Para esclarecer, isso não significa que um sujeito feminino se torne mais estabelecido em seus caminhos (já que esse verbo é rico em emocionalidade, subjetividade e dinamismo, assim como uma anima bem desenvolvida), mas que ela está mais consciente internamente do que ela acredita e sente e é mais capaz de expressar essas crenças e sentimentos. Assim, o "animus em sua forma mais desenvolvida às vezes...a torna ainda mais receptiva do que um homem a novas ideias criativas".
Os estágios finais do desenvolvimento do animus e da anima têm qualidades dinâmicas (relacionadas ao movimento e fluxo desse processo contínuo de desenvolvimento), qualidades abertas (não há ideal aperfeiçoado estático ou manifestação da qualidade em questão) e qualidades pluralistas (que transcendem a necessidade de uma imagem singular, pois qualquer sujeito ou objeto pode conter vários arquétipos ou até papéis aparentemente antitéticos). Elas também formam pontes para as próximas figuras arquetípicas a emergir, à medida que "o inconsciente muda novamente seu caráter dominante e aparece em uma nova forma simbólica, representando o Eu". - os arquétipos da Velha Sábia/Velho Sábio.
Entre neojunguianos, pode ocorrer a afirmação de que ambos anima e animus são polaridades presentes tanto em homens quanto em mulheres, com Jung tendo considerado um "animus da anima" em homens, em sua obra Aion e em uma entrevista em que ele diz: 
| “ | "Sim, se um homem realiza o animus de sua anima, então o animus é um substituto para o velho homem sábio. Veja, o ego dele está em relação ao inconsciente, e o inconsciente é personificado por uma figura feminina, a anima. Mas no inconsciente há também uma figura masculina, o velho sábio, e essa figura está relacionada à anima como seu animus, porque ela é uma mulher. Assim, alguém poderia dizer que o velho sábio estava exatamente na mesma posição que o animus para uma mulher." | ” |

## Cuidados junguianos
Os junguianos alertaram que "toda personificação do inconsciente - a sombra, a anima, o animus e o Eu - tem ambos aspectos claro e escuro....a anima e o animus têm aspectos duplos: podem trazer desenvolvimento vivificante. e criatividade para a personalidade, ou podem causar petrificação e morte física".
Um perigo era o que Jung denominou "invasão" do consciente pelo arquétipo inconsciente - "Possessão causada pela anima...mau gosto: a anima se envolve com pessoas inferiores". Jung insistiu que "um estado de possessão da anima ... deve ser evitado. A anima é assim forçada ao mundo interior, onde ela funciona como o meio entre o ego e o inconsciente, assim como a persona entre o ego e o meio ambiente".
Alternativamente, o excesso de consciência da anima ou do animus poderia fornecer uma conclusão prematura do processo de individuação - "uma espécie de curto-circuito psicológico, a identificar o animus pelo menos provisoriamente com a totalidade". Em vez de se contentar com uma posição intermediária, o animus procura usurpar "o eu, com o qual o animus do paciente se identifica. Essa identificação é uma ocorrência regular quando a sombra, o lado escuro, não foi suficientemente realizada".